# 海王星造船廠
海王星造船廠（德語：Neptun Werft）是一家德國造船企業，總部設在羅斯托克。自1997年起，與邁爾造船公司（Meyer Werft）合組成邁爾-海王星集團（Meyer Neptun S.à r.l.）。

## 歷史
海王星造船公司成立於1850年，所建造的第一艘船於1851年下水。該造船廠迅速發展，在1857年就擁有400名員工。1945年後德國被瓜分佔領，造船企業集中在東歐市場。當時，海王星造船廠是全東德最大的造船企業。

## 建造船隻

### 民用船

標誌來自 1953-1990.

- A-Rosa Bella（2002）
- A-Rosa Donna（2002）
- A-Rosa Mia（2003）
- A-Rosa Riva（2004）
- A-Rosa Luna（2005）
- A-Rosa Stella（2005）
- A-Rosa Aqua (2009)
- A-Rosa Viva (2010)
- A-Rosa Brava (2011)
- A-Rosa Silva (2012)
- A-Rosa Flora (2014)

### 海軍船隻

#### 潛水艇（U-艇）
- 10艘VII型U艇（1941—1944）

## 外部連結
- Homepage of Neptun Werft （页面存档备份，存于）
- Meyer Werft hofft auf Milliarden-Auftrag von Siemens Energy （页面存档备份，存于）